# Pəlikəş
Pəlikəş è un comune dell'Azerbaigian situato nel distretto di Astara. Conta una popolazione di 1 587 abitanti.